# Krzysztof Jałtuszewski
Krzysztof Jałtuszewski (ur. 18 października 1941 w Chodkowie-Załogach, zm. 31 października 1992) – polski polityk, poseł na Sejm PRL IX kadencji.

## Życiorys
Ukończył Zespół Szkół w Przechlewie. Od 1959 pracował w Zakładach Młynarskich Pawłowice. W 1968 uzyskał tytuł zawodowy magistra inżyniera rolnictwa w Wyższej Szkole Rolniczej w Olsztynie i podjął pracę w państwowym gospodarstwie rolnym (był m.in. zastępcą dyrektora PGR Umiechówek oraz dyrektorem PGR Pakotulsko i PGR Przechlewo). W 1985 otrzymał Nagrodę „Trybuny Ludu” za całokształt działalności społecznej i gospodarczej. W latach 1985–1989 pełnił mandat posła na Sejm PRL IX kadencji w okręgu Słupsk z ramienia Polskiej Zjednoczonej Partii Robotniczej, zasiadał w Komisji Rolnictwa, Leśnictwa i Gospodarki Żywnościowej oraz w Komisji Spraw Samorządowych.

## Odznaczenia
- Order Sztandaru Pracy II Klasy
- Krzyż Kawalerski Orderu Odrodzenia Polski
- Brązowy Krzyż Zasługi
- Medal 40-lecia Polski Ludowej
- Odznaka „Zasłużony Pracownik Rolnictwa”